# Pagosa Springs
Pagosa Springs es un pueblo ubicado en el condado de Archuleta en el estado estadounidense de Colorado. En el Censo de 2010 tenía una población de 1727 habitantes y una densidad poblacional de 136,61 personas por km².

## Geografía
Pagosa Springs se encuentra ubicado en las coordenadas 37°15′40″N 107°0′20″O / 37.26111, -107.00556. Según la Oficina del Censo de los Estados Unidos, Pagosa Springs tiene una superficie total de 12,64 km², de la cual 12,57 km² corresponden a tierra firme y (0,53%) 0,07 km² es agua.

## Clima
Pagosa Springs, situado a 2172 m s. n. m., tiene un clima continental frío de tipo Dfb de acuerdo a las condiciones del criterio de Köppen modificado.
| Parámetros climáticos promedio de Pagosa Springs en el periodo 1981-2010 | Parámetros climáticos promedio de Pagosa Springs en el periodo 1981-2010 | Parámetros climáticos promedio de Pagosa Springs en el periodo 1981-2010 | Parámetros climáticos promedio de Pagosa Springs en el periodo 1981-2010 | Parámetros climáticos promedio de Pagosa Springs en el periodo 1981-2010 | Parámetros climáticos promedio de Pagosa Springs en el periodo 1981-2010 | Parámetros climáticos promedio de Pagosa Springs en el periodo 1981-2010 | Parámetros climáticos promedio de Pagosa Springs en el periodo 1981-2010 | Parámetros climáticos promedio de Pagosa Springs en el periodo 1981-2010 | Parámetros climáticos promedio de Pagosa Springs en el periodo 1981-2010 | Parámetros climáticos promedio de Pagosa Springs en el periodo 1981-2010 | Parámetros climáticos promedio de Pagosa Springs en el periodo 1981-2010 | Parámetros climáticos promedio de Pagosa Springs en el periodo 1981-2010 | Parámetros climáticos promedio de Pagosa Springs en el periodo 1981-2010 |
| Mes                                                                      | Ene.                                                                     | Feb.                                                                     | Mar.                                                                     | Abr.                                                                     | May.                                                                     | Jun.                                                                     | Jul.                                                                     | Ago.                                                                     | Sep.                                                                     | Oct.                                                                     | Nov.                                                                     | Dic.                                                                     | Anual                                                                    |
| ------------------------------------------------------------------------ | ------------------------------------------------------------------------ | ------------------------------------------------------------------------ | ------------------------------------------------------------------------ | ------------------------------------------------------------------------ | ------------------------------------------------------------------------ | ------------------------------------------------------------------------ | ------------------------------------------------------------------------ | ------------------------------------------------------------------------ | ------------------------------------------------------------------------ | ------------------------------------------------------------------------ | ------------------------------------------------------------------------ | ------------------------------------------------------------------------ | ------------------------------------------------------------------------ |
| Temp. máx. media (°C)                                                    | 4.3                                                                      | 6.6                                                                      | 10.6                                                                     | 15.4                                                                     | 20.4                                                                     | 26.3                                                                     | 29.0                                                                     | 27.3                                                                     | 23.6                                                                     | 17.3                                                                     | 9.9                                                                      | 4.4                                                                      | 16.3                                                                     |
| Temp. media (°C)                                                         | -5.2                                                                     | -2.5                                                                     | 1.3                                                                      | 5.8                                                                      | 10.2                                                                     | 14.7                                                                     | 18.4                                                                     | 17.6                                                                     | 13.3                                                                     | 7.3                                                                      | 0.6                                                                      | -5.1                                                                     | 6.5                                                                      |
| Temp. mín. media (°C)                                                    | -14.8                                                                    | -11.6                                                                    | -7.9                                                                     | -3.8                                                                     | -0.1                                                                     | 3.1                                                                      | 7.9                                                                      | 7.8                                                                      | 2.9                                                                      | -2.7                                                                     | -8.7                                                                     | -14.6                                                                    | -3.5                                                                     |
| Precipitación total (mm)                                                 | 37.6                                                                     | 38.6                                                                     | 41.4                                                                     | 41.7                                                                     | 29.2                                                                     | 22.4                                                                     | 46.0                                                                     | 70.4                                                                     | 57.4                                                                     | 57.4                                                                     | 47.5                                                                     | 43.2                                                                     | 532.6                                                                    |
| Fuente: NCDC 1981-2010 Normals 28 de noviembre de 2012                   |                                                                          |                                                                          |                                                                          |                                                                          |                                                                          |                                                                          |                                                                          |                                                                          |                                                                          |                                                                          |                                                                          |                                                                          |                                                                          |

## Demografía
Según el censo de 2010, había 1727 personas residiendo en Pagosa Springs. La densidad de población era de 136,61 hab./km². De los 1727 habitantes, Pagosa Springs estaba compuesto por el 70,58% blancos, el 0,69% eran afroamericanos, el 2,61% eran amerindios, el 0,29% eran asiáticos, el 0,12% eran isleños del Pacífico, el 21,31% eran de otras razas y el 4,4% pertenecían a dos o más razas. Del total de la población el 41,34% eran hispanos o latinos de cualquier raza.